# Lycodonomorphus
Lycodonomorphus es un género de serpientes de la familia Lamprophiidae. Sus especies se distribuyen por el África subsahariana.

## Especies
Se reconocen las siguientes ocho especies:
- Lycodonomorphus bicolor (Günther, 1893)
- Lycodonomorphus inornatus (Duméril, Bibron & Duméril, 1854)
- Lycodonomorphus laevissimus (Günther, 1862)
- Lycodonomorphus leleupi (Laurent, 1950)
- Lycodonomorphus obscuriventris (Fitzsimons, 1963)
- Lycodonomorphus rufulus (Lichtenstein, 1823)
- Lycodonomorphus subtaeniatus Laurent, 1954
- Lycodonomorphus whytii (Boulenger, 1897)